# فرانكلين بي بيترسون
فرانكلين بي بيترسون (بالإنجليزية: Franklin P. Peterson) هو طوبولوجي ورياضياتي وأستاذ جامعي أمريكي، ولد في 27 أغسطس 1930 في أورورا في الولايات المتحدة، وتوفي في 1 سبتمبر 2000 بسبب سكتة.